# La Khoa Đạc
La Khoa Đạc (tiếng Trung: 羅科鐸; 10 tháng 8 năm 1640 - 14 tháng 8 năm 1682) là một hoàng thân của nhà Thanh trong lịch sử Trung Quốc, người thừa kế 1 trong 12 tước vị Thiết mạo tử vương.

## Cuộc đời
La Khoa Đạc sinh vào giờ Dần, ngày 23 tháng 6 (âm lịch) năm Sùng Đức thứ 5 (1640), trong gia tộc Ái Tân Giác La. Ông là con trai trưởng của Diễn Hi Giới Quận vương La Lạc Hồn, mẹ ông là Đích Phúc tấn Đông Giai thị (佟佳氏).
Năm Thuận Trị thứ 3 (1646), tháng 4, phụ thân ông qua đời, nên ông được thế tập tước vị Diễn Hi Quận vương (衍禧郡王) đời thứ 2, tức Khắc Cần Quận vương đời thứ 3. Năm thứ 8 (1651), tháng 2, Thuận Trị Đế ra chỉ cải lại phong hào thành Bình Quận vương (平郡王).
Năm thứ 15 (1658), ông nhận mệnh theo Tín Quận vương Đa Ni chinh chiến ở Vân Nam, liên tiếp đại phá quân Minh của Lý Định Quốc và Bạch Văn Tuyển. Đến năm thứ 16 (1659), ông được ban thưởng mãng y, cung đao, yên ngựa để khen ngợi công lao.
Năm Khang Hi thứ 21 (1682), ngày 12 tháng 7 (âm lịch), giờ Dần, ông qua đời, thọ 43 tuổi, được truy thụy Bình Bỉ Quận vương (平比郡王).

## Gia quyến

### Thê thiếp
- Đích Phúc tấn: Bác Nhĩ Tế Cát Đặc thị (科爾沁博爾濟吉特氏), con gái của Đạt Nhĩ Hán Trác Khắc Đồ Ba Đôn Thai cát (達爾漢卓里克圖巴敦台吉) của Khoa Nhĩ Thấm. Đích mẫu của bà là Ái Tân Giác La thị, cháu ngoại của Nỗ Nhĩ Cáp Xích, con gái của Khắc Cần Quận vương Nhạc Thác.
- Thứ thiếp:
  - Hồ thị (胡氏), con gái của Hồ Đại (胡大).
  - Công Cát Lặc Đặc thị (公吉勒特氏), con gái của Cổn Cát Tô (袞吉蘇).

### Con trai
1. Lạc Minh (洛明; 1661 – 1664), mẹ là Đích Phúc tấn Bác Nhĩ Tế Cát Đặc thị. Chết yểu.
2. Hỗ Nhĩ Cáp (祜爾哈; 1662 – 1663), mẹ là Thứ thiếp Công Cát Lặc Đặc thị. Chết yểu.
3. Chương Phúc (章福; 1665 – 1668), mẹ là Thứ thiếp Công Cát Lặc Đặc thị. Chết yểu.
4. Nột Nhĩ Đồ (訥爾圖; 1665 – 1696), mẹ là Đích Phúc tấn Bác Nhĩ Tế Cát Đặc thị. Năm 1683 được thế tập tước vị Bình Quận vương (平郡王). Năm 1687 bị đoạt tước. Có một con trai.
5. Ngạch Nhĩ Đồ (額爾圖; 1666 – 1673), mẹ là Đích Phúc tấn Bác Nhĩ Tế Cát Đặc thị. Chết yểu.
6. Nột Nhĩ Phúc (訥爾福; 1678 – 1701), mẹ là Đích Phúc tấn Bác Nhĩ Tế Cát Đặc thị. Năm 1687 được thế tập tước vị Bình Quận vương (平郡王). Sau khi qua đời được truy thụy Bình Điệu Quận vương (平悼郡王). Có hai con trai.